# Poemat liryczny (liryka)
Poemat liryczny – gatunek liryczny stanowiący dużych rozmiarów utwór poetycki o tematyce osobistej i refleksyjnej. 
Poemat liryczny pisany jest z pozycji subiektywnej, częste są w nim opisy doznań i wrażeń lub ujęte w perspektywie osobistego doświadczenia opisy przyrody. Najczęściej jest całkowicie pozbawiony fabuły, czasem jednak przedstawia pewne ciągi wydarzeń. Kompozycja poematu lirycznego jest swobodna, a dobór środków stylistycznych bardzo szeroki – cechy te służą możliwie wiernemu oddaniu refleksji i przeżyć podmiotu lirycznego. 
Poemat liryczny był gatunkiem szczególnie popularnym w okresie romantyzmu – przykładem może być poemat W Szwajcarii Juliusza Słowackiego.